# Gäbhard (Musikprojekt)
Gäbhard (Eigenschreibweise zum Teil GÄBHARD) ist ein Solo-Projekt des Musikers Thomas Gäbhard im Bereich der elektronischen Musik.

## Geschichte
Seit 1996 arbeitet Thomas Gäbhard als „Gäbhard“ an seinen synthetisch instrumentalen Klanggemälden. Dabei bedient er sich der elektronischen Musik zur Umsetzung von Erinnerungen und Ideen.
Inspiriert durch seine Fernreisen (Nepal, Irian Jaya, Peru, Indonesien, Ecuador, Mexiko, USA, Burma, Island etc.), entstehen sphärische Klangstrukturen, welche er in seinen Fotos, Dia- und Videoprojektionen nutzt.
1997 veröffentlichte Gäbhard sein erstes Album Breath of Fading Moments. 2010 folgte dann das zweite Album Jalan Jalan mit einem CD-Booklet seiner Fotoarbeiten.
Im Januar 2020 veröffentlichte Gäbhard die CD Liquid Sound Journey. Die Uraufführung des Albums mit einem besonderen Bezug zum Wassermedium fand am 2. November 2019 im Rahmen des Liquid Sound Festivals in der Toskana Therme in Bad Schandau statt. Die floatenden Zuhörer konnten das Konzert mit den Ohren über und unter Wasser rezipieren. 
Mit Euphoric (Release: Februar 2024) schuf Gäbhard sein bisher tanzbarstes Album. 

## Diskografie
- 1997: Breath of Fading Moments (CD)
- 1998: Essence of ConSequence Vol.3, Weeping Rocks
- 2002: Essence of ConSequence Vol.4, Dewdrops in the Dawn (obscura remix)
- 2010: Jalan Jalan (CD)
- 2020: Liquid Sound Journey (CD)
- 2022: Angels Landing (version) (digitale Single)
- 2024: Euphoric (digitales Album)